# Heller Farkas Főiskola
A Heller Farkas Gazdasági és Turisztikai Szolgáltatások Főiskolája 2001 szeptemberétől 2009 decemberéig működött  önálló felsőoktatási intézményként Budapesten (1077 Budapest, Rózsa utca 4–6. alatt; a bejárat a Hutÿra Ferenc utcából nyílik). Nevét Heller Farkas közgazdászról, a Magyar Tudományos Akadémia tagjáról kapta. Közel 2000 hallgató folytatta itt tanulmányait.
2009 tavaszán a főiskola beintegrálódott a Budapesti Kommunikációs és Üzleti Főiskolába, ahol az újonnan szervezett Heller Farkas Turisztikai és Gazdasági Kar keretében folytatódtak képzési programjai.
Az Országgyűlés 2009 november végén fogadta el a két főiskola egyesülését, és a hatályos felsőoktatási törvény szerint a Heller Farkas Gazdasági és Turisztikai Szolgáltatások Főiskolája 2010. január 1-jétől megszűnt.

## Története
A Kereskedelmi és Idegenforgalmi Továbbképző Kft. tartotta fenn. Az Oktatási és Kulturális Minisztérium 2009 elején elfogadta a Heller Farkas Főiskola illetve a Budapesti Kommunikációs és Üzleti Főiskola egyesülésre vonatkozó kérelmét.

## Profilja
- A közgazdaságtan és a turizmus szakembereinek képzése.
- Turizmus-vendéglátás illetve Gazdálkodási és menedzsment alapszakokon lehet tanulni nappali és levelező tagozaton, államilag finanszírozott és költségtérítéses finanszírozási formában. Emellett az országban elsőként itt indult el a Turizmus-menedzsment mesterképzés (Térségi desztinációs menedzsment szakiránnyal).